# Charency
Charency település Franciaországban, Jura megyében. Lakosainak száma 56 fő (2022. január 1.). Charency Doye, Conte, Lent, Mournans-Charbonny és Sirod községekkel határos.

## Népesség
A település népességének változása:
| Lakosok száma | 45   | 37   | 35   | 51   | 57   | 57   | 55   | 55   | 55   | 56   |
|               | 1968 | 1982 | 1990 | 2006 | 2013 | 2015 | 2017 | 2019 | 2020 | 2022 |